# Andropogon cernuus
Andropogon cernuus là một loài thực vật có hoa trong họ Hòa thảo. Loài này được (Willd.) Roxb. mô tả khoa học đầu tiên năm 1820.